# یک گاو نر شهوتی
یک گاو نر شهوتی (ایتالیایی: Un toro da monta) یک فیلم کمدی سکسی سبک ایتالیایی به کارگردانی روبرتو مائوری است که در سال ۱۹۷۶ منتشر شد.

## گزیدهٔ بازیگران
- فمی بنوسی
- دانیلا جوردانو
- توم فلگی
- پوپو د لوکا